# Introitus (ének)

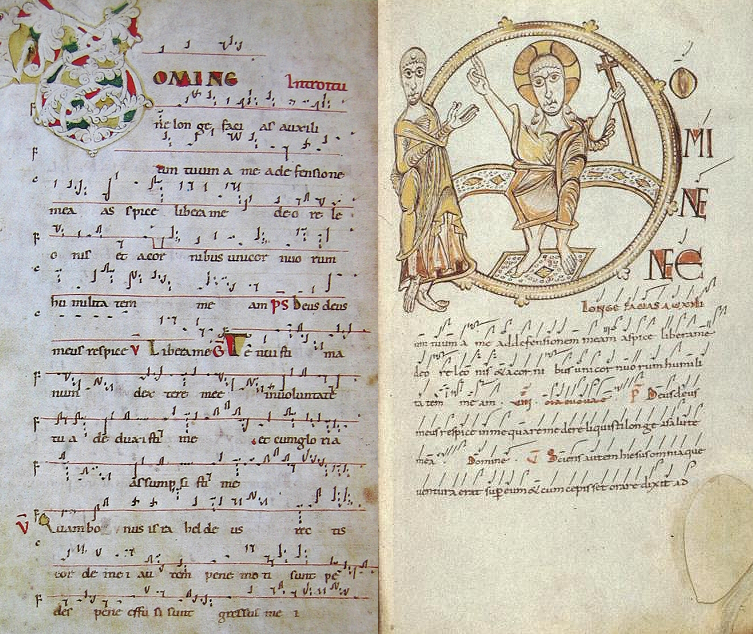
Virágvasárnap introitusa, a "Domine ne longe" egy 11. századi kottásfüzetben.

Az introitus (a latin introeo, ‘bemegyek’ szóból: „bejövetel”) vagy kezdőének a katolikus szentmisét indító gregorián ének, antifónás zsoltár, amely a miséző és kísérete bevonulása alatt hangzik fel. Az introitus „az egész misének a kulcsa” (Wiseman). Olyan, mint egy „színpompás ouverture” (Gihr), mely az egész ünnep alaptónusát, hangulatát mutatja be. Célja a hívek felkészítése a szentmisére az ünnepnek vagy a liturgikus időnek megfelelően. „Ez az ének van hivatva megnyitni a szertartást, az összegyűlteket egységre hangolni, lelküket a liturgikus időszak vagy ünnep misztériumába bevezetni, továbbá a pap és a segédkezők bevonulását kísérni.”
Az evangélikus istentisztelet második bevezető részében szintén van introitus (Bevezető zsoltár), amikor a lelkész, a kiskórus és a gyülekezet váltakozva, gregorián előadásban és adott zsoltártónusban éneklik (vagy mondják) az adott vasárnapra kijelölt zsoltárt.
A bizánci szertartásban az introitus megfelelője a bevonulás.

## Felépítése
Karácsony ünnepén az éjféli mise introitusa így hangzik:
| Ps. 2. Dominus dixit ad me: Filius meus es tu, ego hodie genui te. Quare fremuerunt gentes: et populi meditati sunt inania? | 2. zsoltár Így szólt hozzám az Úr: Fiam vagy nekem, ma adtam neked életet. Miért háborognak a nemzetek? A népek miért kovácsolnak hiú terveket? |
| V. Gloria Patri et Filio et Spiritui Sancto. R. Sicut erat in principio et nunc et semper et in saecula saeculorum. Amen.   | V. Dicsőség az Atyának, a Fiúnak és a Szentléleknek. R. Miképpen kezdetben, most és mindörökké. Ámen.                                           |
| Dominus dixit ad me: Filius meus es tu, ego hodie genui te.                                                                 | Így szólt hozzám az Úr: Fiam vagy nekem, ma adtam neked életet.                                                                                 |

Az introitus tehát áll egy antifónából, vagyis a zsoltáréneklést előkészítő előversből (Dominus…), azután egy zsoltárrészletből (Quare…), melyet a zsoltár recitálás után szokásos Gloria Patri követ, majd azután a végén az antifóna megismétlődik.

## Dallama és szövege
Az introitusok hangulatilag változatos, kifejező, gyakran friss, lendületes, a szövegre egyedileg komponált, néha rá alkalmazott, neumás stílusú darabok, melyekhez a zsoltárverseket is neumás tónusokban énekelik. Valójában az introitus egy liturgikus nyitány.
A katolikus egyház szentmisén felhangzó tulajdonképpeni imái – egyesek szerint szent I. Damasus pápa rendeletétől kezdve – alkalmazkodnak a kalendáriumhoz, és majdnem minden nap más a mise szövege, így az introitusnak is.
A középkor óta a vasárnapokat sokszor ezért az introitusról nevezték el (pl. Iudica-, Iubilate-, Iustus es-vasárnap), mivel az az ünnepelt misztérium alapgondolatára épült és a mise propriumához tartozott.
Szövege szinte mindig zsoltár, ritkábban más szentírási rész (pl. a karácsonyi nagymise Puer natus est introitusa Izaiás könyvéből, a Gaudete-vasárnap introitusa a Fil 4,4-6-ból való), kivételes esetben – általában a szentek ünnepeinél – kompilált vagy költött szöveg, pl. Mindenszentek napján, vagy a Salve Sancta parens kezdetű introitus, amelyet Caelius Sedulius, 5. századi költőnek egyik himnuszából származik. A Vízkereszt utáni 3., 4., 5., 6. vasárnapok introitusai (Adorate) és egyéb énekrészei szövegileg teljesen egyformák. A pünkösd utáni vasárnapokon egész a 17. vasárnapig az introitusok zsoltárszámai mindig emelkedőben vannak. Ezek a verssorok az introitus gerince. A misekönyvek általában csak az antifónát és egy zsoltárverset közölnek.
A gyász kifejezésére a gyászmisében és a nagyböjti időszak miséiben az introitusnál nincs doxológia. Nagyszombaton és pünkösd vigíliáján meg egyáltalán nincs introitus, minthogy itt nincs bevonulás. Az introitus első szava az egész miseszöveg megjelölésére szokott szolgálni. Így ismerünk Requiem-et, Rorate-misét, Cogitationes-misét (a Jézus-Szíve mise) stb. Az introitus latin szövege többször eltér a hivatalos Vulgata-szövegtől. Ennek az a magyarázata, hogy egyik-másik introitus már megvolt a Vulgata-fordítás elterjedése (7. század) előtt is. Ezekben a szövegekben tehát a régi népies Itala-fordítás szövege található. (A Vulgata-fordítás elterjedésének egyik nagy akadálya éppen az volt, hogy a nép már hozzászokott a misénél az Itala-szöveghez.)

## Története
Ezen a néven az 5. században említik először, de az introitusnak, magyarul bevonulásnak igen messzire nyúló története van. Abból az ünnepélyes körmenetből származik, amellyel a régi egyházban a püspök a szentmiseáldozat bemutatására a templomba bevonult. A püspök a templom bejáratánál fekvő sekrestyében (secretarium) liturgikus ruhákat öltött magára, azután méltóságteljes menetben, teljes asszisztenciával az oltárhoz vonult. Ez alatt a bevonulás alatt zsoltárt énekeltek. A zsoltár verseit felváltva énekelték. A dallam megadására és a zsoltár alapgondolatának a kifejezésére szolgált az antifóna, melyet a zsoltár előtt az énekkar (scola cantorum = szkóla) énekelt el. Az antifóna általában magából a zsoltárból vett szövegrész volt. A zsoltárt menet közben végig elénekelték, vagy legalábbis addig, amíg a püspök az oltárhoz ért. A püspök az oltárnál először is mély imádással üdvözölte azt a konszekrált szent ostyát, amelyet az előző szentmisében tettek el és amelyet most adorálás céljából egy segédkező pap a püspöknek felmutatott. Majd békecsókot adott a jelenlevő papságnak és leborult az oltár előtt, hogy megkezdje a szentmisét. Története a római misében a pápáknak a 4. századtól a 14. századig gyakorlatban levő stációs istentiszteletével is összefonódik. Hartman Grisar szerint ezeknek a stációknak az eredete a jeruzsálemi anyaegyházra vezethető vissza. A jeruzsálemi keresztények ugyanis gyakran felkeresték azokat a helyeket, amelyeket Jézus szenvedése által megszentelt. Jézus Krisztus életének egyes emléknapjait a megfelelő helyen ülték meg. Mivel a jeruzsálemi és a római keresztény egyházak között szoros kapcsolat volt, Rómában is szokásba jött a stáció, annál is inkább, mert a római egyháznak is voltak kegyeletes helyei, az egyes mártírok sírjai, mint pl. Szent Péter, Szent Pál, Szent Lőrinc templomai. A stációjárás abban állt, hogy a nép egy templomban, mely a stációtemplomhoz közel volt, összegyülekezett (collecta) és onnan körmenetileg vonult – elől a stációs-kereszttel – a stációstemplomba. A gyülekező templomban a pápa megérkezésétől a körmenet indulásáig, majd a stációs templomba érkezéstől a mise kezdetéig volt zsoltár- és azt keretező antifónaéneklés.
A zsoltáréneklést a bevonulási körmenetnél a Liber Pontificalis megjegyzése szerint I. Celesztin pápa vezette be. Középkori szerzők gyakran megismétlik ezt az adatot és hozzáfűzik, hogy viszont az antifóna-éneklést Nagy Szent Gergely pápa rendelte el. (A misekönyvben található introitusok legnagyobbrészt szó szerint megegyeznek a Nagy Szent Gergely Liber Antiphonarius című könyvében közölt introitusokkal.) Hippói Szent Ágoston „Vallomásai”-ban említi, hogy Milánóban Szent Ambrus hozta be a zsoltáréneklést. Így ír: „Ebben az időben kezdtek az Egyház keleti részeinek példája szerint himnuszokat és zsoltárokat énekeltetni a néppel, nehogy gyászába belefáradjon és belefásuljon”. Ebben az időben még az antifónát a zsoltár minden egyes versszaka után megismételték. Lassanként azonban ezt a módot igen hosszúnak találták, és ezért csak a zsoltár elején és végén énekelték el az antifónát. Sőt a zsoltárból is mindig kevesebbet énekeltek, úgyhogy a tizedik Ordo Romanus idejében (11. század körül) már csak a zsoltár első versszaka maradt meg. Régente a pap nem recitálta az introitust, hanem azt csak a kórus és a nép énekelte. Rómában egészen a 14. századig ez volt a szokás. Később az ének művésziessége érdekében a szöveg egyes részeit a kórus elhagyta, vagy megváltoztatta és ezért a papnak kellett az oltárnál pótolnia az elhagyott részeket. Mikor azután szokásba jött az ún. kismise (csendes mise) végzése – a régi egyházban csak énekes misét ismertek -, a kórus hiányában már állandóan a pap végezte az introitust. A kórus is ekkortól a pap oltárhoz érésekor kezdte meg a zsoltárt. Az 1906-os római Graduále engedte meg, hogy a kórus az introitus éneklését megkezdje, mielőtt a pap az oltárhoz érne, így a kórus zsoltáréneklése újból a pap kivonulását kísérte az oltárhoz.

## Menete a katolikus szentmisében

### Az 1962-es Római Misekönyv szerint
Az introitus elején a pap keresztet vet magára. Egyes egyházmegyékben a keresztvetéssel együtt mondták: „Adjutorium nostrum in nomine Domini” (Az Úr nevében van a mi oltalmunk), máshol meg a szokásos „In nomine Patris” (Az Atya… nevében) szavakat használták. E szövegeket később elhagyták, de a keresztvetés megmaradt. A gyászmisében a pap a könyv felé ad áldást, ami által azt jelzi, hogy a szentmise gyümölcseit a tisztítótűzben szenvedő lelkek javára szenteli.
A régi ordók szerint az antifóna elhangzása után a szkóla énekesei az antifónának megfelelő zsoltárt recitálják el, és addig haladnak benne, míg a bevonulás, tiszteletadás, elhelyezkedés és az oltár első megtömjénezése tart. Ekkor a karvezető a zsoltárt záró doxológiát (Gloria Patri) intonálja, majd az antifónát megismétlik.
A pap a lépcsőima és az oltárfüstölés után az ún. leckeoldalhoz megy (az oltár jobb oldala), keresztet vet magára és ő is csendben elmondja az introitus napi zsoltárversét, ami már a szentmise tulajdonképpeni szövegéhez tartozik.

### Az 1970-es Római Misekönyv szerint
A legújabb Római Misekönyv rendelkezései a zsoltár bővítését is, de – más, a püspöki kar által jóváhagyott, a szent cselekménynek és az ünnep, illetve a liturgikus időszak jellegének megfelelő énekkel való helyettesítés esetén – teljes elhagyását is megengedik. A kezdőének akkor hangzik fel, amikor a pap bevonul a segédkezőkkel. A zsoltárt általában a többi antifónákkal ellentétben nem félkórusok éneklik, hanem szólisták, de egyes helyeken a második félversnél beléptetik a teljes kórust is.
Ha a bevonulás alatt nincs semmilyen ének, akkor a misekönyvben közölt antifónát vagy a hívek mondják, vagy egyesek a hívek közül, vagy a lektor; egyébként maga a pap olvassa fel a hívek üdvözlése után.